# John Bozeman

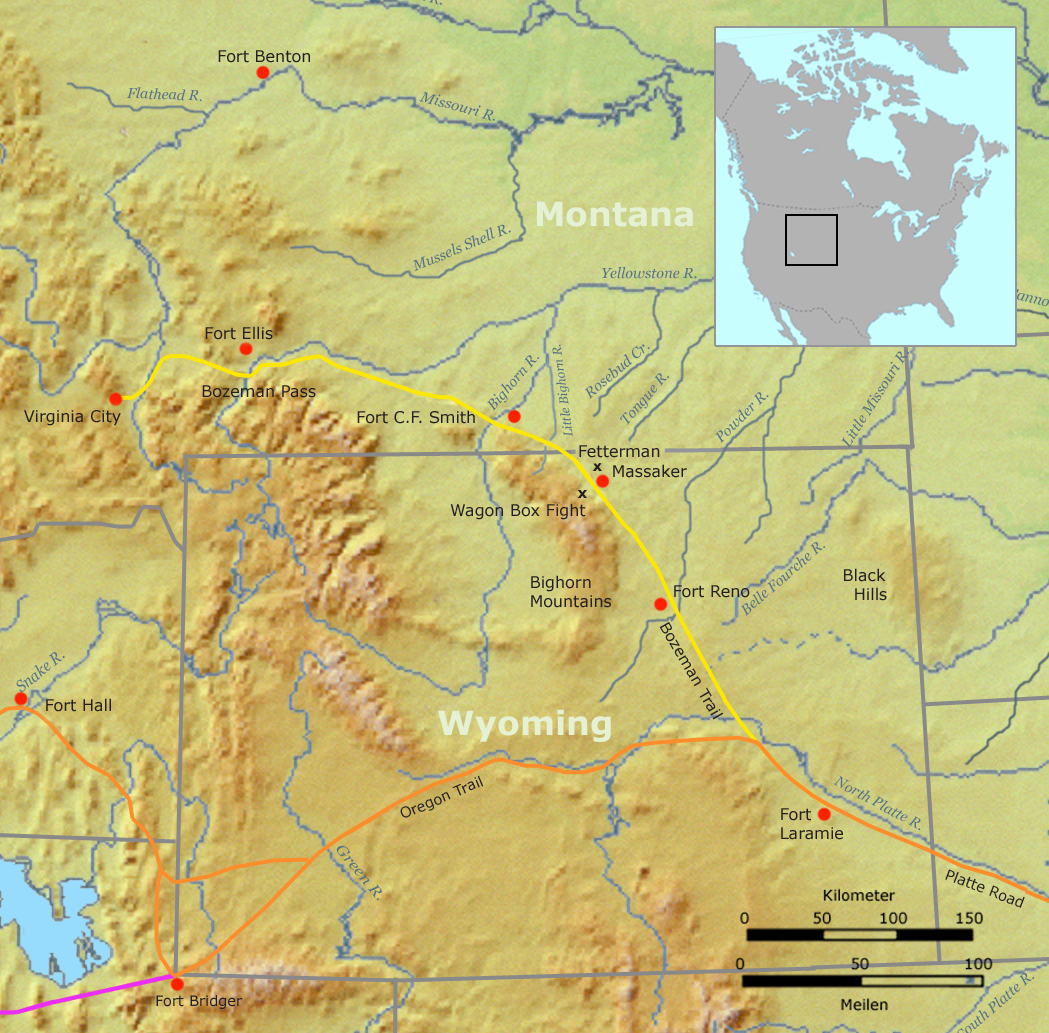
Bozemanova stezka (žlutě)

John M. Bozeman (1835 – 20. dubna 1867) byl americký podnikatel v hornictví, jehož jméno dnes nese město Bozeman v jihozápadní Montaně. Také byla po něm pojmenována takzvaná Bozemanova stezka (Bozeman Trail), která spojovala Oregonskou stezku se zlatonosnými ložisky v Montaně. Do Montany přišel v roce 1862, když jeho podnikatelský záměr v Coloradu zkrachoval. V následujících letech se zabýval hornictvím v Montaně a od roku 1864 sídlil v budoucím Bozemanu. Město zveleboval a zasloužil se o jeho rozvoj. V dubnu roku 1867 byl Bozeman zavražděn, podle oficiální verze místními indiány, ve skutečnosti však spíše svým někdejším přítelem a obchodním partnerem Tomem Coverem.